# Księga konsystorska
Księgi konsystorskie – zbiór dokumentów, teczek, dokumentujących działalności parafii. Są to: powołania i odwołania proboszczów, dokumentacja remontów, zbiórek pieniędzy, uposażenia plebanii, akty darowizn, podania o zmianę wyznania. Księgi takie w formie spisów tabelarycznych lub opisowych mogły choć nie musiały być prowadzone. Wśród ksiąg konsystorskich prowadzone są m.in.: 
- Status animarum
- Księga Zapowiedzi
- Księga Ogłoszeń parafialnych
- Księga Chorych i Zaopatrzonych
- Księga Bierzmowanych
- Księga Bractwa Różańcowego
- Księga Ofiarodawców
- spisy ministrantów.